# Příbram (distrikt)
Příbram (tjeckiska: Okres Příbram) är ett distrikt i Mellersta Böhmen i Tjeckien. Centralort är Příbram.

## Komplett lista över städer och byar
(städer, köpstäder och byar)
- Bezděkov pod Třemšínem
- Bohostice
- Bohutín
- Borotice
- Bratkovice
- Březnice
- Buková u Příbramě
- Bukovany
- Cetyně
- Čenkov
- Čím
- Daleké Dušníky
- Dlouhá Lhota
- Dobříš
- Dolní Hbity
- Drahenice
- Drahlín
- Drásov
- Drevníky
- Drhovy
- Dubenec
- Dubno
- Dublovice
- Háje
- Hluboš
- Hlubyně
- Horčápsko
- Hudčice
- Hříměždice
- Hvožďany
- Chotilsko
- Chrást
- Chraštice
- Jablonná
- Jesenice
- Jince
- Kamýk nad Vltavou
- Klučenice
- Kňovice
- Korkyně
- Kosova Hora
- Kotenčice
- Koupě
- Kozárovice
- Krásná Hora nad Vltavou
- Křepenice
- Křešín
- Láz
- Lazsko
- Lešetice
- Lhota u Příbramě
- Malá Hraštice
- Milešov
- Milín
- Modřovice
- Mokrovraty
- Nalžovice
- Narysov
- Nečín
- Nedrahovice
- Nechvalice
- Nepomuk
- Nestrašovice
- Nová Ves pod Pleší
- Nové Dvory
- Nový Knín
- Občov
- Obecnice
- Obory
- Obořiště
- Ohrazenice
- Osečany
- Ostrov
- Ouběnice
- Pečice
- Petrovice
- Pičín
- Počaply
- Počepice
- Podlesí
- Prosenická Lhota
- Příbram
- Příčovy
- Radětice
- Radíč
- Rosovice
- Rožmitál pod Třemšínem
- Rybníky
- Sádek
- Sedlčany
- Sedlec-Prčice
- Sedlice
- Smolotely
- Solenice
- Stará Huť
- Starosedlský Hrádek
- Suchodol
- Svaté Pole
- Svatý Jan
- Svojšice
- Štětkovice
- Těchařovice
- Tochovice
- Trhové Dušníky
- Třebsko
- Tušovice
- Velká Lečice
- Věšín
- Višňová
- Volenice
- Voznice
- Vrančice
- Vranovice
- Vševily
- Vysoká u Příbramě
- Vysoký Chlumec
- Zalužany
- Zbenice
- Zduchovice
- Županovice